# Comuna de Łęczyca
Łęczyca (polaco: Gmina Łęczyca) é uma gminy (comuna) na Polónia, na voivodia de Lodz e no condado de Łęczycki. A sede do condado é a cidade de Łęczyca.
De acordo com os censos de 2004, a comuna tem 8621 habitantes, com uma densidade 57,2 hab/km².

## Área
Estende-se por uma área de 150,8 km², incluindo:
- área agricola: 85%
- área florestal: 6%

## Demografia
Dados de 30 de Junho 2004:
|                      | Total   | Total | Mulheres | Mulheres | Homens  | Homens |
| -------------------- | ------- | ----- | -------- | -------- | ------- | ------ |
|                      | pessoas | %     | pessoas  | %        | pessoas | %      |
| População            | 8621    | 100   | 4352     | 50,5     | 4269    | 49,5   |
| Densidade (pop./km²) | 57,2    | 100   | 28,9     | 28,9     | 28,3    | 28,3   |

De acordo com dados de 2002, o rendimento médio per capita ascendia a 1143,49 zł.

## Comunas vizinhas
- Daszyna, Góra Świętej Małgorzaty, Grabów, Łęczyca, Ozorków, Parzęczew, Świnice Warckie, Wartkowice, Witonia